# Анна Палеологина Кантакузина
Анна Палеологина Кантакузина (на средногръцки: Άννα Κομνηνή Καντακουζηνή Παλαιολογίνα) е византийска аристократка – племенница на император Михаил VIII Палеолог и съпруга на епирския деспот Никифор I Комнин. Водач на провизантийската партия в Епир, Анна направлява политиката на съпруга си, а след смъртта му тя започва да управлява Епирското деспоство като регент на сина им Тома I Комнин.

## Биография
Анна е родена в средата на XIII век в Никейската империя. Дъщеря е на Йоан Кантакузин, управител на тема Тракизион, и Ирина Палеологина. Бащата на Анна е епинкерний, а по-късно и управител (дукс) на тракийските теми, а майка ѝ е дъщеря на великия доместик Андроник Палеолог и е сестра на бъдещия император Михаил VIII Палеолог. След смъртта на Йоан Кантакузин майката на Анна се замонашва под името Евлогия. Анна има още три сестри – Мария, Теодора и Евгения. Мария е омъжена за българския цар Константин I Тих Асен, Евгения става съпруга на куманския вожд и велик доместик Сиргиан, а Теодора по-късно става част от влиятелното византийско семейство на Раулите.
През 1258 г. вуйчото на Анна Михаил Палеолог извършва преврат в Никея, обявява се за регент и съимператор на малолетния Йоан IV Дука Ласкарис, когото ослепява и детронира, след като през 1261 г. войските на Никея успяват да превземат Константинопол от латините и да възстановят Византийската империя. Вуйчото на Анна продължава политиката на никейските императори за обединяването на всички земи, принадлежали някога на Византия, под своя скиптър. Това го въвлича в продължителни конфликти с другите създадени след четвъртия кръстоносен поход византийски държавици, сред които като най-голям съперник за византийското наследство се откроява Епирското деспотство. През 1259 г. никейските войски успяват да превземат голяма част от Епир, след като през септември същата година разгромяват обединените войски на Епир, Ахея и Сицилия в Пелагонийската битка. Това не слага край на конфликта между Михаил VIII и епирския деспот Михаил II Комнин, който продължава борбата да запази независимостта си от империята с помощта на сицилианците. Михаил II Комнин обаче не успява да постигне желания успех в борбата срещу империята и през 1264 е принуден да започне преговори за мир с императора. Между двете страни е подписан мирен договор, скрепен с брака между сина на епирския деспот – Никифор, и Анна Палеологина Кантакузина. Това е втори брак за наследника на Епир, чиято първа съпруга – Мария Ласкарина, умира още през 1256 г.

### Деспина на Епир
През 1267 г. съпругът на Анна наследява властта в Епир като Никифор I Комнин, което отключва пътя на византийката към политическото влияние в Епир. Първите години в управлението на Никифор I се характеризират със стриктна антивизантийска политика, насочена към сближаване и отстъпки с католическата сила Сицилия начело с Карл II Анжуйски. По това време вероятно Анна оказва силно въздействие върху съпруга си да подкрепи движението срещу униатската политика на император Михаил VIII, който планира да отслаби опасността от нов кръстоносен поход срещу империята чрез сключване на уния с Католическата църква. Вероятно действията на Анна са продиктувани и от репресивните мерки, които византийският император предприема срещу майка ѝ Ирина и сестра ѝ Теодора, формирали ядрото на антиуниатската партия в Константинопол, и са стриктно съгласувани с действията на друга нейна властна сестра – българската царица Мария, която също води открита политика срещу император Михаил VIII и неговата уния. Така Анна и роднините ѝ изиграват ключова роля за формирането на антивизантийски политически блок между Неапол, Арта и Търново.
След смъртта на император Михаил VIII през 1282 и възкачването на сина му Андроник II на престола в политиката на Анна и съпруга ѝ настъпва остър завой, насочен към сближаване с империята. За това съдействат няколко фактора – първо, съюзът с Карл I Анжуйски губи значение, след като последният е изгонен от Сицилия, а общите военни неуспехи донасят на Епир териториални загуби в полза на Византия, второ, Епир губи и ценен съюзник в лицето на България, където политическите вълнения около и след въстанието на Ивайло стават причина сестрата на Анна да бъде низвергната от власт и предадена на византийците, и трето, братовчедът на Анна Андроник II прекратява прокатолическата политика на баща си и реабилитира майката и другата сестра на Анна. Така в началото на 80-те години лично Анна се заема да уреди мирните отношения между Епир и Византия, като през 1282 лично посещава империята, за да сключи мир с братовчед си. Посещението ѝ съвпада и със свикания от Андроник II църковен събор в Адрамитон, който цели да прекрати конфликта между императора и арсенитите – привърженици на низвергнатия от Михаил VIII патриарх Арсений Ауториан, които не признават властта на Палеолозите. Участие в събора вземат лично Анна, сестра ѝ Теодора и майка им Ирина-Евлогия. След събора в Адрамитон Анна и сестра ѝ се завръщат в Константинопол, но майка им остава в Адрамитон, където умира на следващата година.
След като урежда мира между Епир и Византия, Анна се връща в Арта, където тя започва да обслужва стриктно интересите на империята, превръщайки съпруга си в политически инструмент за действия срещу антивизантийската партия в двора. Така през 1284 г. Анна и Никифор I канят в Епир Михаил Дука – син на тесалийския деспот и доскорошен съюзник в борбата с империята Теодор I Дука – като му обещават сключване на династичен брак с дъщеря им Тамара. В Епир Михаил е арестуван и изпратен в Константинопол. Така Анна и Никифор са въвлечени в нова война, но този път с тесалийския деспот, който опустошава околностите на Арта през 1285 г. Амбициите на Анна да обвърже по-тясно владетелските фамилии на Епир и Константинопол стигат дотам, че през 1286 тя предлага дъщеря си Тамара за съпруга на византийския съимператор Михаил IX Палеолог. Плановете ѝ не се осъществяват, но в замяна на това императорът почита малкия ѝ син Тома с титлата деспот.
Машинациите на Анна обаче активизират антивизантийската партия в Епир, която е притеснена, че деспината цели да постави съпруга си и Епир под пълна византийска зависимост. Така представителите на тази партия в двора успяват да убедят Никифор I да започне преговори с краля на Неапол Карл II Анжуйски, което се оказва предпоставка за ново византийско нашествие през 1291 г. Това утвърждава съюза с Неаполитанското кралство и намесата на Карл II чрез неговите васали граф Рикардо Орсини Кефалонски и принц Флорент Ахейски възпира византийското настъпление в епирските земи. Никифор решава да омъжи дъщеря си Мария за наследника на Кефалония, а другата си дъщеря – Тамара, за сина на Карл II, Филип I. Нещо повече, Тамар и съпругът ѝ изместват сина на Анна Тома в линията на унаследяване на епирския престол. Тези събития вероятно са тежък удар върху Анна и опит тя да бъде поставена в политическа изолация от противниците си. Деспината обаче доказва, че не е загубила напълно способността си да влияе върху политическия процес – принудена да види дъщеря си омъжена за католик и сина си отстранен от престолонаследието в полза на същия този католик, Анна се намесва в политическите преговори за сключването на брака и в последния момент постига споразумение с Карл II Тамара да запази православната си вяра и след омъжването си за Филип I. Бракосъчетанието на Тамара и Филип I се състои през 1294 г. и включва прехвърлянето на Филип I на няколко укрепления по бреговата ивица (част от Тамарината зестра). Филип I едновременно получава и владенията на баща си в Гърция.

### Регент на Епир
Смъртта на Никифор I Комнин през 1298 г. отново извежда Анна на преден план в политиката на Епир. Този път усилията на деспината са насочени към осигуряването на властта за сина ѝ. Тя прокламира законното му право да наследи земите на баща си и се обявява за негов регент. Това предизвиква скъсване на отношенията с Карл II, който настоява властта в Епир да бъде предадена на сина му Филип съгласно условията на брака му с Тамара. Позовавайки се на същите условия, Анна аргументира правото на сина си да управлява Епир, като изтъква, че неаполитанците са нарушили условията на договора, като са принудили дъщеря ѝ да приеме католицизма, което прави договора нищожен. В резултат Карл II предприема военна офанзива в Епир. За да се справи с опасността от Неапол, Анна търси помощ от Византия, започвайки преговори за сключване на брак между сина ѝ Тома и византийската принцеса Анна Палеологина, които са венчани между 1307 – 1313 г. Общите усилия на Епир и Византия неутрализират настъплението на Карл II Анжуйски и през 1303 – 1305 Епир успява да си върне крепостите Бутринт и Навпакт. Новото настъпление на неаполитанците през 1307 г. отново е преодоляно благодарение на далновидния политически маньовър на Анна, която привлича на своя страна арагонския крал – стар враг на Неаполитанските Анжевини. Политиката на Анна обаче има силно отражение върху съдбата на дъщеря ѝ Тамара. Филип I Анжуйски се развежда със съпругата си, но я държи като заложница до смъртта ѝ през 1311.
Последните сведения за Анна Палеологина Кантакузина се отнасят към 1313 г., след което за нея в изворите не се споменава нищо повече.